# 5687 Yamamotoshinobu
5687 Yamamotoshinobu este un asteroid din centura principală de asteroizi.

## Descriere
5687 Yamamotoshinobu este un asteroid din centura principală de asteroizi. A fost descoperit pe 13 ianuarie 1991 la Yatsugatake de Yoshio Kushida și Osamu Muramatsu. Asteroidul prezintă o orbită caracterizată de o semiaxă mare de 3,01 ua, o excentricitate de 0,18 și o înclinație de 12,4° în raport cu ecliptica.